# パット・クレランド
パトリック・ティモシー”パディ”クレランド（Patrick Timothy "Paddy" Crerand、1939年2月19日 - ）は、スコットランド、グラスゴー出身の元サッカー選手。ポジションはMF。
1956年に、地元のサッカークラブであるセルティックに入団し選手キャリアをスタート。1963年にマンチェスター・ユナイテッドへ移籍。マット・バスビーが監督を務めボビー・チャールトン、ジョージ・ベスト、デニス・ローらを擁した同クラブで多くのタイトルを獲得し、一時代を築いた。
引退後は、1976-77シーズンにノーサンプトン・タウンの監督をしていた。現在はMUTVで解説者を務めている。

## 所属クラブ
- 1956-1963  セルティック
- 1963-1971  マンチェスター・ユナイテッド